# Verlag Langewiesche
Der Verlag Langewiesche Nachfolger (vollständig Karl Robert Langewiesche Nachfolger Hans Köster Verlagsbuchhandlung KG) war einer der ältesten noch selbständigen Verlage in Deutschland mit Sitz in Königstein im Taunus im Hochtaunuskreis in Hessen. Zu den bekanntesten Veröffentlichungen des Verlages zählten Die Blauen Bücher.
Dieser Verlag sollte nicht verwechselt werden mit jenem, den der Bruder des Verlagsgründers Karl Robert Langewiesche, Wilhelm Langewiesche, 1906 unter dem Namen Langewiesche-Brandt gründete.

## Geschichte
Karl Robert Langewiesche (1874–1931) gründete am 5. Mai 1902 in Düsseldorf seinen Verlag mit dem Ziel, „vornehme Massenartikel zu niedrigsten Preisen“ zu produzieren, um so „gerade den breiten Massen, denen, die man die Ungebildeten nennt, durch meine Arbeit dienen zu dürfen“. Dieses Konzept wurde schnell erfolgreich, nicht zuletzt dank Langewiesches fortschrittlichen Vermarktungsmethoden (er gilt als Erfinder des Schaufensterplakats für Bücher und des – mit Werbetexten auf dem Umschlag – „werbenden Schutzumschlags“).
Zunächst widmeten sich seine Bücher den Themen Lebensgestaltung und Weltanschauung. 1907 schuf er die Gruppe der Kunstbücher und Fotobildbände, für die er 1907 den neuen Typ des preiswerten, dabei qualitativ erstklassigen illustrierten Buches entwickelte. Ab 1909 verwendete er die Markenbezeichnung Die Blauen Bücher, nachdem seine Bücher schon seit 1902 mit blauen Schutzumschlägen ausgestattet waren, auf die – 1902 ein Novum in der Branche – Werbetexte aufgedruckt waren. Karl Köster prägte das Erscheinungsbild dieser populären Reihe durch eine klassisch-gediegene Gestaltung, die einen gehobenen Anspruch vermittelte und den Zielen des Deutschen Werkbundes entsprach; Köster war von 1911 bis 1958 als Buchgestalter für den Verlag tätig.
1913 übersiedelte Langewiesche nach Königstein im Taunus. Zum 25. Verlagsjubiläum 1927, gründete er unter dem Motto „Das Gute für Alle“ die noch preiswertere Buchreihe Der Eiserne Hammer (1949 umbenannt in Langewiesche Bücherei) mit roten Schutzumschlägen.
Nach dem Tod des Gründers 1931 wurde der Verlag von seiner Witwe Stefanie Langewiesche (1878–1956) weitergeführt, assistiert von Hans Köster (1902–1996), der seit 1927 im Verlag tätig war. 1954 wurde er Mitinhaber und designierter Nachfolger. 1973 übergab Hans Köster den Verlag seinem ältesten Sohn Hans-Curt Köster (* 1939), betreute aber noch bis 1986 die von ihm aufgebaute Themenreihe der Bauwerks-Monographien.
Seit 1971 erschienen bei Langewiesche-Königstein zumeist in internationaler Co-Edition auch Kunstbücher außerhalb der beiden Reihen Die Blauen Bücher und Langewiesche Bücherei, ferner ab 1976 Wandbildkalender mit Bildern des schwedischen Malers Carl Larsson (1853–1919).
Dank seines vollständig erhaltenen Archivs (verwahrt im Deutschen Buch- und Schriftmuseum in Leipzig) war der Verlag immer wieder Gegenstand wissenschaftlicher Studien. Anlässlich seines 100-jährigen Jubiläums im Jahr 2002 veröffentlichte der Verlag seine vollständige Verlagsgeschichte, einschließlich der für ihn unrühmlichen Zeit des Nationalsozialismus.
In der Reihe Die Blauen Bücher erschien 2024 als letzter Titel Der unwürdige König. Das Bildprogramm der Tür von St. Maria im Kapitol von Gabriele Klempert. 2025 stellte der Verlag seine Tätigkeit nach rund 123 Jahren ein.

## Programm
Der Verlagsgründer Karl Robert Langewiesche hatte das Ziel, durch „vornehme Massenartikel zu niedrigen Preisen“ breite Schichten der Bevölkerung zu erreichen. Mit Publikationsschwerpunkten in den Bereichen Kunst, Architektur, Fotografie sowie heimischen Tieren und Pflanzen erschienen die Blauen Bücher mit dem typischen dunkelblauen Schutzumschlag. Bis 1912 wurden 75.000 Blaue Bücher in drei Auflagen verkauft, wobei die Kundschaft zum Großteil aus dem Bildungsbürgertum kam. Ab 1907 erschien die Bildband-Reihe Die Welt des Schönen, die Reihe Der Eiserne Hammer wurde ab 1927 in roten Schutzumschlägen herausgegeben und war noch preisgünstiger als die Blauen Bücher. In der Zeit des Nationalsozialismus erschienen auch zahlreiche Publikationen, die aus heutiger Sicht nationalsozialistische Tendenzen aufwiesen. 
Ab 1960 waren die Schwerpunkte des Verlages in den Bereichen Kunst, Architektur, Design, Fotografie und Kulturgeschichte zu verorten. Zum einhundertjährigen Bestehen erschien 2002 ein illustriertes Gesamtverzeichnis aller Publikationen aus 100 Jahren.

## Beispiele für „Blaue Bücher“
Auswahl aus dem Gesamtverzeichnis Blauer Bücher:
- Aachener Dom
- Anna selbdritt (Bilder einer wirkungsmächtigen Heiligen)
- Kloster Arnsburg in der Wetterau
- Ernst Barlach – Leben im Werk
- Der Alte Botanische Garten in Marburg
- Der Dom St. Blasii zu Braunschweig
- Burgund
- Dänische Malerei
- Dorfkirchen in Europa
- Kloster Ebstorf
- Fachwerkkirchen (in Hessen)
- Formen des Lebens (Botanische Fotografie)
- Fulda: Schloss Fasanerie und Orangerie
- Die Marienkirche in Gelnhausen
- Malerei des 17. und 18. Jahrhunderts in Deutschland
- Der Dom zu Passau
- Der Koloss von Prora auf Rügen
- Die Reichenau im Bodensee
- Tilman Riemenschneider und seine Werkstatt
- Synagogen und jüdische Rituelle Tauchbäder in  Hessen
- Umgebinde (Bauweise im Dreiländereck Deutschland/Polen/Tschechien)